# Crémant de Savoie
Le crémant de Savoie est un vin effervescent d'appellation d'origine contrôlée produit en France dans les départements de la Savoie et de la Haute-Savoie.
Il constitue le huitième et dernier crémant d'appellation autorisé par l'Institut national de l'origine et de la qualité (INAO) en juin 2014.

## Géographie
Le crémant de Savoie est produit dans l'aire d'appellation vin de Savoie située dans les départements de la Savoie, de la Haute-Savoie, de l'Isère et de l'Ain.

## Histoire

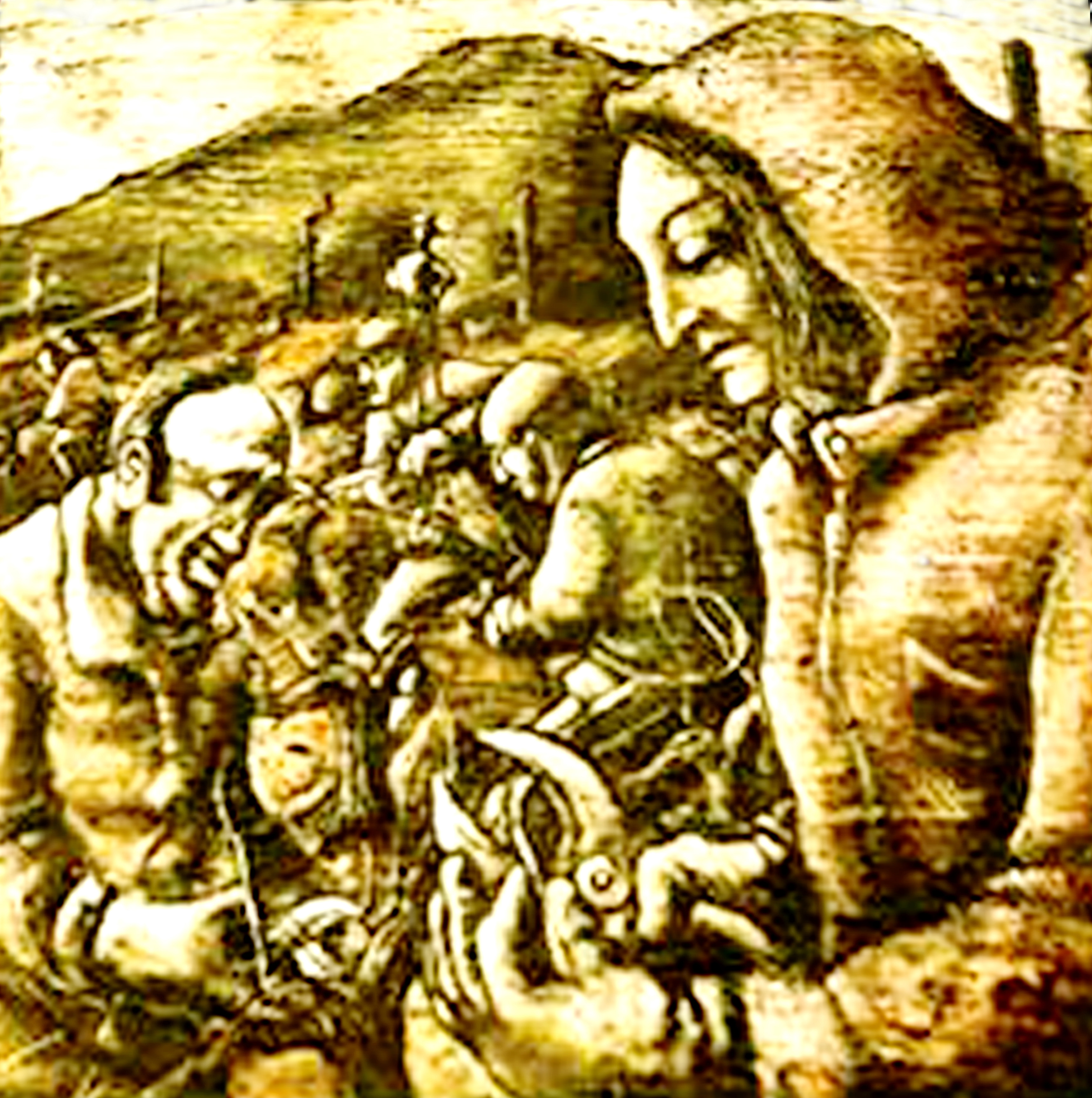
Illustration d'une ancienne étiquette d'un mousseux rosé

Bien que le vignoble de Savoie produisait déjà des vins effervescents mousseux, avant l'appellation « crémant de Savoie » les appellations existantes étaient « mousseux blanc », « mousseux rosé », « pétillant blanc » et « pétillant rosé ». Ces vins pouvaient par ailleurs bénéficier des mentions « pétillant de Savoie » ou « Savoie Méthode Traditionnelle », et pour deux zones particulières, Seyssel et Ayze.
La démarche en vue de l'obtention de l’appellation « crémant » de ces vins effervescents remonte à plusieurs années, mais la décision de 2014 vient mettre fin à une procédure de cinq années, dont quatre en phase d'expérimentation.
Les premières bouteilles qui bénéficieront de la nouvelle appellation pour l’année 2014 ont été mises sur le marché lors de la fin de l’année 2015.

## Vignoble
Le crémant de Savoie est produit en Savoie et est prévu d'utiliser 60 % de cépages locaux, avec un minimum de 40 % de Jacquère et le reste en Altesse, le Chardonnay ne pouvant donc excéder 40 % de la production totale. Sont néanmoins autorisés en complément l'Aligoté et la Mondeuse, ainsi que le Chasselas et la Molette pour le département de la Haute-Savoie exclusivement.

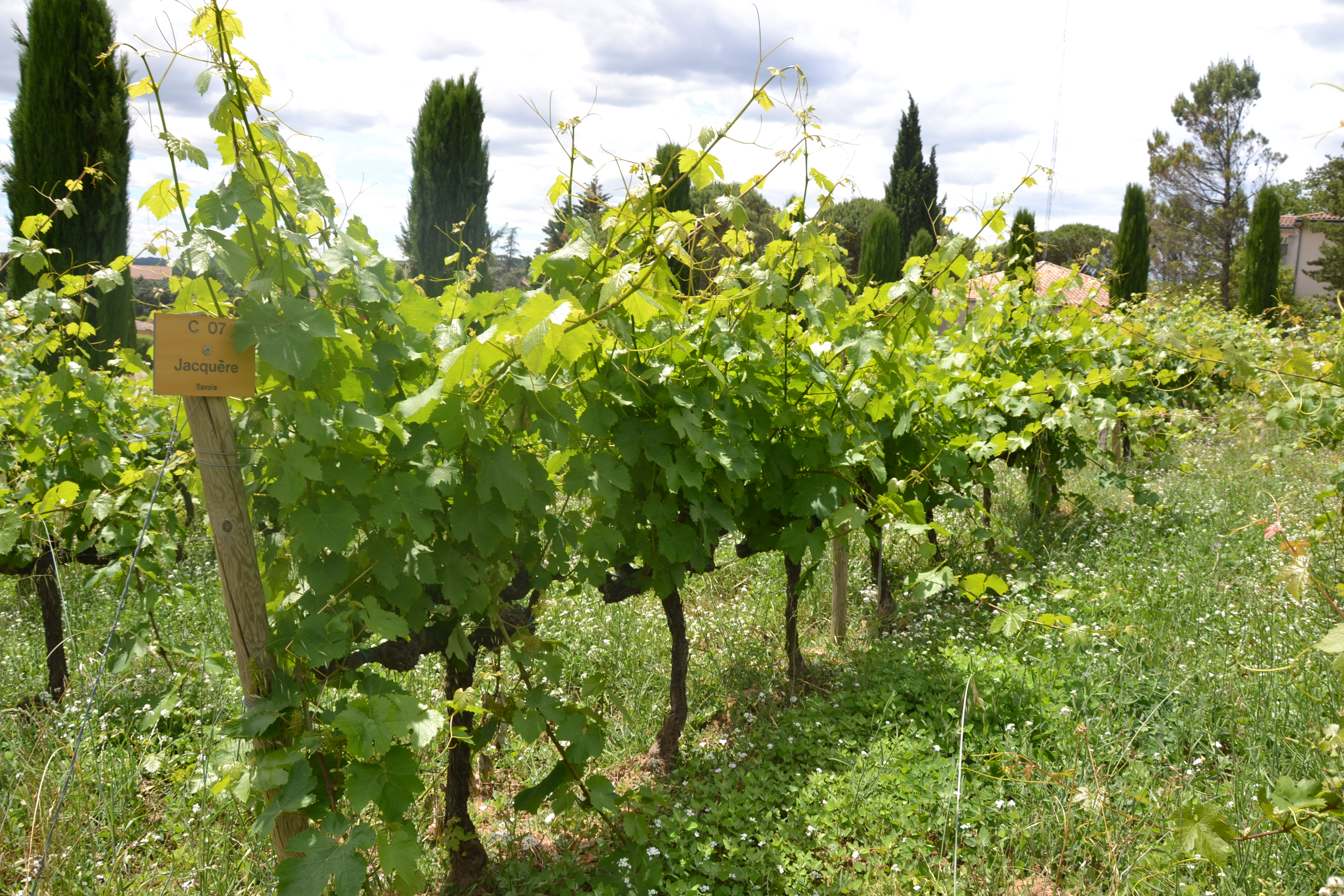
Vignes de jacquère

## Technique de vinification
Pour bénéficier de l’appellation, les vendanges doivent être effectuées à la main et les grappes de raisin déposées dans des caisses percées. 
La vinification des vins effervescents, dont le crémant, a pour but de permettre d'embouteiller un vin dont les sucres et les levures vont déclencher une seconde fermentation en bouteilles. Celle-ci et son bouchon doivent pouvoir résister au gaz carbonique qui se forme sous pression. C'est lui au débouchage qui provoquera la formation de mousse.
Le cœur de la pressée doit être mis en cuve durant un mois, avant d'ajouter le sucre et la levure lors de la mise en bouteille. 
On utilise un vin tranquille auquel est ajoutée une liqueur de tirage, constituée de levures, d'adjuvants de remuage (pour faciliter la récupération et l'éjection du dépôt au dégorgement) et de sucre (de 15 à 24 g/l) selon la pression désirée finalement. La bouteille est rebouchée hermétiquement et déposée sur des clayettes afin que les levures transforment le sucre en alcool et en gaz carbonique. 
Les bouteilles doivent demeurer couchées durant un minimum de neuf mois, avant d'être remuées et de nouveau reposer durant trois mois.

## Terroir et vins
La Savoie compte huit terroirs viticoles qui couvrent 1 800 hectares et s'étalent sur quatre départements : Ain (100 hect.), Isère (110 hect.), Savoie (1 400 hect.) et Haute-Savoie (200 hect.). La règle est le morcellement aussi bien des terroirs que des vignobles puisque la moyenne de ceux-ci varie entre 50 ares à 2 hectares. Ce qui a permis la culture de nombreux cépages qui fournissent des vins différents et au caractère très typé. Le cépage altesse B, spécifique du crémant se complaît sur les coteaux calcaires exposés au nord-est, qui donnent des vins aux notes minérales. Quant à la jacquère, on la trouve sur les coteaux sud des moraines de retenue ou sur le sol argilo-calcaire issu de l'éboulement du Mont Granier en Chartreuse en 1248. C'est le terroir de naissance de ce cépage.

## Types de vins et gastronomie
Dans une interview qu'il a accordé au quotidien (en ligne) Le Dauphiné, Guy Martin, chef au Grand Véfour, conseille  : « Pour clore un repas de fête, et bien évidemment pour le commencer, la bulle s’impose ! Principalement élaboré à partir de jacquère et d’altesse, le crémant de Savoie vous apportera beaucoup de plaisir avec son fin pétillement et ses notes de fleurs, de fruits à chair blanche et d’agrumes. Beaucoup de fraîcheur aussi ! ».

## Commercialisation
Michel Quénard, président de l’ODG des vins de Savoie, a analysé la place qu'il espère pour cette nouvelle AOC : « Nous prévoyons une commercialisation sur le marché régional et national, mais aussi à l’export, avec comme pays cibles les États-Unis et l’Asie ». Cet objectif se déclinera d'abord : « en termes de volumes. L’ODG souhaite à terme doubler la production par rapport à celle actuellement générée par les méthodes traditionnelles AOC et les pétillants. Ainsi, de 4 % du volume total de vin produit en Savoie, soit 5 000 hl environ, cette part passerait à 8 %, soit 10 000 hl environ, l’équivalent de 1,3 million de bouteilles. Le volume total 2014 ne devrait donc pas dépasser les 5 000 hl, soit 600 000 bouteilles... ».

## Liste des producteurs
- Domaine Belluard à Ayse ;
- Domaine Blard et fils, aux Marches ;
- Domaine Christophe Joly, à Yenne ;
- Domaine La Combe des Grand'Vignes, à Chignin ;
- Domaine Dacquin, à Les Marches ;
- Domaine de Méjane, à Saint-Jean-de-la-Porte ;
- Domaine des Tartères à Fréterive ;
- Domaine Lorbert, dans la combe de Savoie ;
- Domaine Saint-Germain, à Saint-Pierre-d'Albigny ;
- Domaine Eugène Carrel, à Jongieux-le-Haut ;
- Propriétaire Récoltant Franck Noiray, à Apremont ;
- Grande Cave de Crépy, à Ballaison ;
- Jean Perrier et fils ;
- Domaine Jean Vullien, dans la Combe de Savoie ;
- Domaine Le P'tiou Vigneron, sur les hauteurs d'Apremont.
- Domaine Clos les Aricoques, à Frangy ;
- Domaine Les Rocailles, à les Marches ;
- Maison Gallice, à Corbonod dans l’Ain ;
- Maison Philippe Grisard, à Cruet ;
- Domaine Philippe Bétemps, au pied du mont Granier ;
- Domaine André et Michel Quénard ;
- Domaine Ravier, à Myans ;
- Domaine Million Rousseau, à Saint-Jean-de-Chevelu.
- Domaine du Chateau de la Violette, à Porte-de-Savoie